# 日本遊技関連事業協会
一般社団法人日本遊技関連事業協会（にほんゆうぎかんれんじぎょうきょうかい）は、1989年（平成元年）7月、パチンコ・パチスロ産業界の公益法人として発足。2014年（平成26年）4月に一般社団法人に移行。ホール、遊技機メーカー、販売商社、設備機器メーカー、景品卸、その他遊技業に関連した企業が参加する業界横断的組織で、業界の「健全化」「近代化」「適正化」そして「社会的地位の向上」を旗印として活動する。略称は日遊協。

## 概要
- 所在：東京都中央区築地2丁目11番9号　RBM築地駅前ビル5階
- 法人番号：9010005012015

## 活動
- 会長の諮問機関と位置づけられた常設の専門委員会と、目的に応じて随時設置されるPT(プロジェクトチーム)が活動主体。会議は原則月1回開催。

## 役員
| 役職   | 氏名       | 所属                         |
| ------ | ---------- | ---------------------------- |
| 会 長  | 西村拓郎   | 日拓ホーム（株）             |
| 副会長 | 大久保正博 | 大丸商事（株）               |
| 副会長 | 飯塚邦晴   | （有）新日邦                 |
| 副会長 | 榎本善紀   | 京楽産業．(株)               |
| 副会長 | 小林友也   | （株）北電子                 |
| 副会長 | 福山裕治   | （株）フェイスグループ       |
| 副会長 | 韓 裕      | （株） マルハン              |
| 副会長 | 中村昌勇   | （株）中商                   |
| 副会長 | 高谷厚之   | （株）リンクス               |
| 副会長 | 金光淳用   | （株）ヒカリシステム         |
| 理 事  | 秋田光勇   | （株）エース電研             |
| 理 事  | 石田倫敏   | 日本ゲームカード（株）       |
| 理 事  | 石原明彦   | （株）SANKYO                 |
| 理 事  | 岩本康博   | ラーネッド総合法律事務所     |
| 理 事  | 大泉秀治   | （株）オーイズミ             |
| 理 事  | 岸野誠人   | 東和産業（株）               |
| 理 事  | 木原海鵬   | 大都販売（株）               |
| 理 事  | 小巻嵩典   | （株）ジャパンニューアルファ |
| 理 事  | 篠原菊紀   | 公立諏訪東京理科大学         |
| 理 事  | 新冨雅哉   | （株）新富商事               |
| 理 事  | 谷口久徳   | （株）ニラク                 |
| 理 事  | 知念安光   | （株）安田屋                 |
| 理 事  | 都筑善雄   | Backcast（株）               |
| 理 事  | 冨田和宏   | （株）ABC                    |
| 理 事  | 長鋪昭壱郎 | （株）一富士興業             |
| 理 事  | 樋口益次郎 | 三宝商事（株）               |
| 理 事  | 吹浦忠正   | 社会福祉法人 さぽうと21      |
| 理 事  | 増田光均   | （株）マンドレ               |
| 理 事  | 美山正広   | （株）正栄プロジェクト       |
| 理 事  | 宮本 茂    | （株）メッセ                 |
| 理 事  | 盧 昇      | （株）三洋物産               |
| 監 事  | 加藤義久   | 税理士法人 日本みらい会計    |
| 監 事  | 畠山和生   | （株）大喜屋商会             |